# Paul Dempsey
Paul Dempsey (ur. 20 kwietnia 1971 w Carlow) – irlandzki duchowny rzymskokatolicki, w latach 2020–2024 biskup Achonry, biskup pomocniczy Dublina od 2024.

## Życiorys

### Prezbiterat
Święcenia kapłańskie otrzymał 6 lipca 1997 i został inkardynowany do diecezji Kildare-Leighlin. Pracował głównie jako duszpasterz parafialny, był też m.in. dyrektorem kurialnych wydziałów ds. duszpasterstwa powołań oraz apostolatu młodzieży.

### Episkopat
27 stycznia 2020 papież Franciszek mianował go biskupem diecezjalnym Achonry. Sakry biskupiej udzielił mu 30 sierpnia 2020 roku arcybiskup Michael Neary.
10 kwietnia 2024 zostal przeniesiony na urząd biskupa pomocniczego archidiecezji Dublina ze stolicą tytularną Sita.